# Автошлях E81
E81, Європейський маршрут E81 — європейський автошлях, що бере свій початок в українському Мукачевому і закінчується в румунській Констанці. Загальна довжина 990 кілометрів.
На території України E81 починається в місті Мукачево, Закарпатська область. Далі прямує, частково збігаючись із міжнародною автомагістраллю М23 (Берегове — Виноградів — Велика Копаня), до кордону з Румунією, збігаючись із маршрутом E58 у межах території України.

## Маршрут автошляху
Шлях проходить через такі міста:
- Україна: Мукачево — Берегове
- Румунія: Сату-Маре — Залеу — Клуж-Напока — Турда — Себеш — Сібіу — Пітешть — Бухарест — Констанца